# 朱利安·梅利威瑟
朱利安·克里斯多福·梅利威瑟（英語：Julian Christopher Merryweather，1991年10月14日—），美國職棒大聯盟投手，目前效力於紐約大都會，他先前曾效力於藍鳥與小熊兩隊。

## 生平

### 早年
梅利威瑟在2014年選秀第5輪由克里夫蘭印地安人選中，之後在印地安人的小聯盟體系中持續訓練，直到2020年才獲得了機會首次上到了大聯盟。

### 職業生涯
多倫多藍鳥
2018年，仍在印地安人的梅利威瑟因尺骨附屬韌帶重建術而無法出賽，印地安人於10月5日將他交易至多倫多藍鳥。2019年賽季，梅利威瑟仍然待在小聯盟。
2020年的縮水賽季，梅利威瑟得到了在大聯盟登板投球的機會，他於8月20日初次登場，後援面對費城費城人。8月26日是他生涯首場先發，於主場面對同區對手波士頓紅襪。最終，他在2020年為藍鳥出賽13場，沒有勝負紀錄，共計13局的投球當中，則是有4.15防禦率、15次奪三振的成績。
2021年季初，藍鳥借重梅利威瑟的球威和球質，將他定位為新球季的終結者。他的速球與變化球速差近19英哩，受到大聯盟專欄作家的稱許。

## 外部連結
- 球員資訊和成績在MLB ，ESPN ，Baseball Reference ，Baseball Reference (Minors) ，Fangraphs ，The Baseball Cube （英文）